# Robert Zaborski (wioślarz)
Robert Zaborski (ur. 7 lipca 1969) – polski wioślarz, medalista Letniej Uniwersjady 1993.

## Życiorys
W 1993 został brązowym medalistą Letniej Uniwersjady w Buffalo w czwórce podwójnej (z Markiem Kolbowiczem, Jarosławem Nowickim i Piotrem Bujnarowskim. W tej samej konkurencji zdobył w 1994 złoty medal akademickich mistrzostw świata (z Markiem Kolbowiczem, Piotrem Bujnarowskim i Cezarym Jędrzyckim). Na mistrzostwach świata w 1993 zajął w czwórce podwójnej 4. miejsce, na mistrzostwach świata w 1994 w tej samej konkurencji był 8. (2. miejsce w finale B), na mistrzostwach świata w 1995 był 23. (5. miejsce w finale D) w dwójce podwójnej.
Jako zawodnik AZS-AWF Warszawa został mistrzem Polski w czwórce podwójnej (1993) i dwójce podwójnej (1994).
Od 2007 jest sekretarzem generalnym Polskiego Związku Towarzystw Wioślarskich.